# ロング・プレイヤー
『ロング・プレイヤー』 (Long Player) は、イギリスのロックバンド、フェイセズの1971年のアルバム。
アルコールも手伝ってライブにて自信をつけはじめた脂がのり始めた頃であり、ロッド・スチュアートのソロアルバムでもメンバー全員惜しみなく協力していた時期である。本作のハイライトは、ライブテイクポール・マッカートニーの「恋することのもどかしさ」のカヴァーである。ジャケットはミシン糸で縫い合わされている。たった2曲であるが絶頂期のライブバンド「フェイセズ」のライブ音源が聴ける。バンドの支柱、ロニー・レーン脱退後にライブアルバムを出しているが、ロニー・レーンの醸し出すグルーブ感はなく、そのライブアルバムはタイトル通り、ロッド・スチュアート・アンド・フェイセズ、言い換えればロッド・スチュアート・アンド・バッグバンドといった感が強く不評をかった。

## 収録曲
サイド 1
1. バッド・アンド・ルーイン - "Bad 'n' Ruin" (マクレガン、スチュワート) - 5:24
2. テル・エヴリワン - "Tell Everyone" (レーン) - 4:18
3. スウィート・レディ・メアリー - "Sweet Lady Mary" (レーン、スチュワート、ウッド) - 5:49
4. リッチモンド - "Richmond" (レーン) - 3:04
5. 恋することのもどかしさ - "Maybe I'm Amazed" (ポール・マッカートニー) - 5:53

サイド 2
1. リアル・グッド・タイム - "Had Me a Real Good Time" (レーン、スチュワート、ウッド) - 5:51
2. オン・ザ・ビーチ - "On the Beach" (レーン、ウッド) - 4:15
3. フィール・ソー・グッド - "I Feel So Good" (ビッグ・ビル・ブルーンジー) - 8:49
4. エルサレム - "Jerusalem" (トラディショナル、アレンジ:ウッド) - 1:53

## パーソネル
- ロッド・スチュワート - リード・ボーカル
- ロニー・レーン - ベース、ギター、タンバリン、ボーカル
- ロン・ウッド - ギター、ボーカル
- イアン・マクレガン - ピアノ、オルガン、キーボード、バック・ボーカル
- ケニー・ジョーンズ - ドラム、パーカッション
- ボビー・キーズ - テナー・サクソフォーン (「Had Me a Real Good Time」)
- ハリー・ベケット - トランペット (「Had Me a Real Good Time」)
- フェイセズ - プロデュース

## その他
- トラック1、2は、ローリング・ストーンズのモービル・ユニットで録音された。エンジニアはマーティン・バーチ。
- トラック3、4、6、9は、ロンドンのモーガン・サウンド・スタジオで録音された。エンジニアはマイク・ボバク。
- トラック5、8は、ニューヨークのフィルモア・イーストで録音された。エンジニアはデイヴ・パルマー。
- トラック7は、レヴォックス・スペア・ルーム・ユニットで録音された。エンジニアは不明。